# Lecture de la Genèse pendant la mission Apollo 8

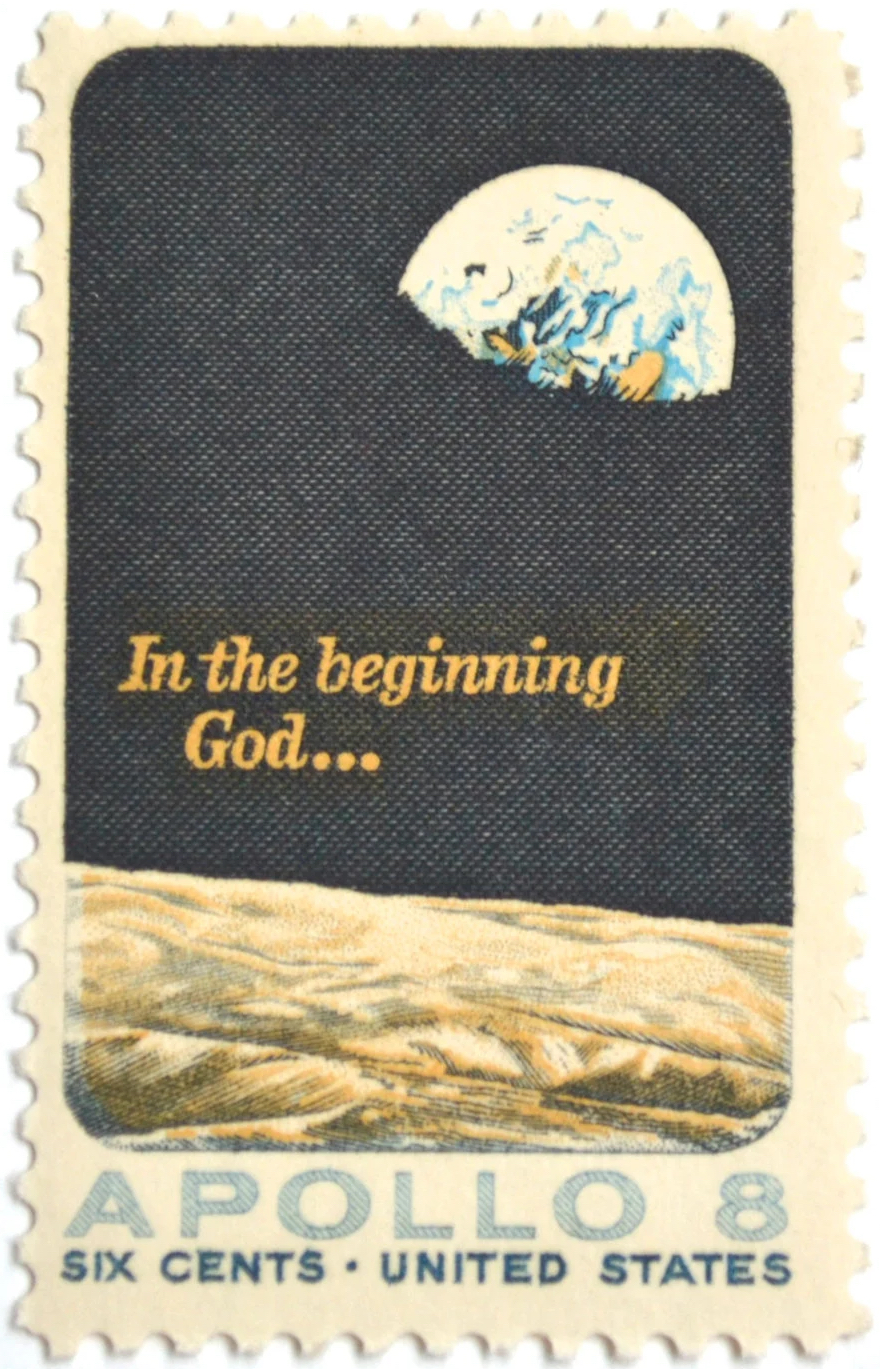
Timbre commémoratif.

Le 24 décembre 1968, l'équipage de la mission spatiale américaine Apollo 8 lit des passages du Livre de la Genèse alors qu'il orbite autour de la Lune.
William Anders, James Lovell et Frank Borman lisent tour à tour le chapitre 1 du livre, des versets 1 à 10, dans la version de la Bible du roi Jacques. Anders lit les versets 1 à 4, Lovell les versets 5 à 8 et Borman les versets 9 à 10.
La Bible utilisée a été fournie par l'organisation chrétienne évangélique Gideons International.
Madalyn Murray O'Hair, fondatrice d'American Atheists, réagit à cette lecture en poursuivant le gouvernement des États-Unis pour violation du premier amendement de la Constitution. Cela poussera la National Aeronautics and Space Administration (NASA) à cacher une pratique religieuse de Buzz Aldrin lors de la mission Apollo 11.
Les phrases lues par les astronautes ont été échantillonnées dans de nombreuses œuvres musicales, de Vangelis à Michael Jackson.